# زيروكس ستار
كانت محطة عمل زيروكس ستار (بالإنجليزية: Xerox Star)‏، المسماة رسميًا بنظام معلومات زيروكس 8010، أول كمبيوتر شخصي تجاري يدمج التقنيات التي أصبحت منذ ذلك الحين قياسية في أجهزة الكمبيوتر الشخصية، بما في ذلك شاشة عرض نقطية وواجهة مستخدم رسومية قائمة على نافذة وأيقونات ومجلدات وفأرة (بزرين) وشبكات إيثرنت وخوادم الملفات وخوادم الطباعة والبريد الإلكتروني.
قدمتها شركة زيروكس في 27 أبريل 1981، يشير اسم ستار تقنيًا فقط إلى البرنامج المباع مع النظام لسوق أتمتة المكاتب. تم بيع محطات العمل 8010 أيضًا ببرنامج يعتمد على لغات البرمجة ليسب وسمول توك لسوق تطوير البرامج والأبحاث الصغرى.

## التاريخ

### زيروكس ألتو
يعود الفضل في مفهوم أنظمة زيروكس ستار إلى زيروكس ألطو، وهي محطة عمل تجريبية صممها مركز أبحاث زيروكس بالو ألطو (بارك). تم تشغيل أول ألتو في عام 1972. وقد تم بناء عدد قليل فقط من ألطو في البداية. وعلى الرغم من أنه قد تم استخدام ما يقرب من 1000 ألطو مرتبط بشبكة إيثرنت في شركة زيروكس، و 500 أخرى في الجامعات والمكاتب الحكومية المتعاونة، بحلول عام 1979، إلا أنه لم يكن القصد منها أن تكون منتجًا تجاريًا. ثم في عام 1977، بدأت زيروكس مشروعا لتطوير عملها على دمج ابتكارات ألطو في منتج تجاري. كان مفهومهم عبارة عن نظام متكامل لإعداد المستندات، يتمحور حول تقنية الطباعة بالليزر (المكلفة آنذاك) وموجهًا نحو الشركات الكبيرة وشركائها التجاريين. عندما تم الإعلان عن نظام زيروكس ستار في عام 1981، كانت التكلفة حوالي 75000 دولار (213497 دولار بدولارات اليوم) للنظام الأساسي، و 16000 دولار (45546 دولار اليوم) لكل محطة عمل مضافة.

### عملية تطوير زيروكس ستار
تم تطوير ستار في قسم تطوير الأنظمة (إس دي دي) التابع لشركة زيروكس في إل سغوندو بكاليفورنيا، والذي تم تأسيسه في عام 1977[بحاجة لمصدر] تحت إشراف دون ماسارو. كان قسم من إس دي دي وهو إس دي دي نورث، موجودًا في بالو ألتو، كاليفورنيا، وضم بعض الأشخاص القادمين من بارك. كانت مهمة قسم تطوير الأنظمة هي تصميم «مكتب المستقبل»، وهو نظام جديد يتضمن أفضل ميزات ألطو، وكان سهل الاستخدام ويمكنه أتمتة العديد من المهام المكتبية.
ترأس ديفيد ليدل فريق التطوير الذي ضم في النهاية أكثر من 200 مطور. وقد تم تخصيص جزء كبير من السنة الأولى للاجتماعات والتخطيط، وكانت نتيجة ذلك تحديدًا وظيفيًا شاملاً ومفصلاً، يُطلق عليه داخليًا «الكتاب الأحمر». حيث حددت الواجهة وفرض الاتساق في جميع الوحدات والمهام. وكانت تتم الموافقة على جميع التغييرات حول المواصفات الوظيفية من قبل فريق المراجعة الذي حافظ على المعايير بدقة.
بينما عملت إحدى المجموعات في بالو ألطو على واجهة نظام التشغيل الأساسية للأجهزة وأدوات البرمجة. تعاونت الفرق في إلسوغوندو وبالو ألطو في تطوير واجهة المستخدم وتطبيقات المستخدم.
اعتمد الموظفون بشكل كبير على التقنيات التي كانوا يعملون عليها ومشاركة الملفات وخوادم الطباعة والبريد الإلكتروني. حتى أنهم كانوا متصلين بالإنترنت، ثم أطلقوا عليه اسم أربانت، مما ساعدهم على التواصل بين إلسوغوندو وبالو ألطو.
تم تنفيذ ستار في لغة البرمجة ميسا، وهي مقدمة مباشرة لـ مودولا-2 ومودولا-3. لم تكن لغة الميسا موجهة للكائنات، ولكن تم تطوير الأدوات وتقنيات البرمجة التي سمحت بالتصميم والبرمجة الموجهين نحو الكائنات. إذ تتطلب ميسا إنشاء ملفين لكل وحدة. حددت وحدة التعريف هياكل البيانات والإجراءات لكل كائن، واحتوت واحدة أو أكثر من وحدات التنفيذ على رمز الإجراءات.
استخدم فريق ستار بيئة تطوير متكاملة متطورة، سميت داخليًا تاجو (بالإنجليزية: Tajo)‏ وخارجيا بيئة تطوير زيروكس (بالإنجليزية: Xerox Development Environment)‏ اختصارا (XDE). كان لدى تاجو العديد من أوجه التشابه مع بيئة سمول توك -80، إلا أنه تميز بالعديد من الأدوات المضافة. على سبيل المثال، التحكم في الإصدار لنظام دي إف، والذي يتطلب من المبرمجين فحص الوحدات قبل أن يتم تغييرها. أي تغيير في وحدة من شأنه أن يفرض تغييرات في الوحدات التابعة تم تتبعها وتوثيقها عن كثب. تتطلب التغييرات على وحدات المستوى الأدنى مستويات مختلفة من الموافقة.
كانت عملية تطوير البرمجيات مكثفة. فهي تنطوي على الكثير من النماذج واختبارات المستخدم. كان على مهندسي البرمجيات تطوير بروتوكولات اتصالات شبكة جديدة، وخطط تشفير البيانات، لما تبين أن تلك المستخدمة في بيئة أبحاث بارك غير كافية.
في البداية، تم إجراء جميع عمليات التطوير على محطات عمل ألطو. لكنها لم تكن مناسبة تمامًا للأعباء الثقيلة التي فرضها البرنامج. حتى أن المعالج المخصص للمنتج أثبت أنه غير ملائم وأدى لإعادة تصميم الأجهزة في اللحظة الأخيرة. وكان لابد من إجراء العديد من عمليات إعادة تصميم البرامج وإعادة كتابتها، بناءا على نتائج اختبار المستخدم، واعتبارات التسويق والأنظمة.
تم إنتاج إصدار باللغة اليابانية من النظام بالاشتراك مع فوجي زيروكس فوجي زيروكس، سمي جي-ستار، مدعوم بالكامل للعملاء الدوليين.
في الأخير، لم يتم تنفيذ العديد من ميزات المواصفات الوظيفية لستار. إذ كان لابد من وصول المنتج إلى السوق، فتم التركيز في الأشهر القليلة السابقة للإصدار على الموثوقية والأداء.

## ميزات النظام

### واجهة المستخدم

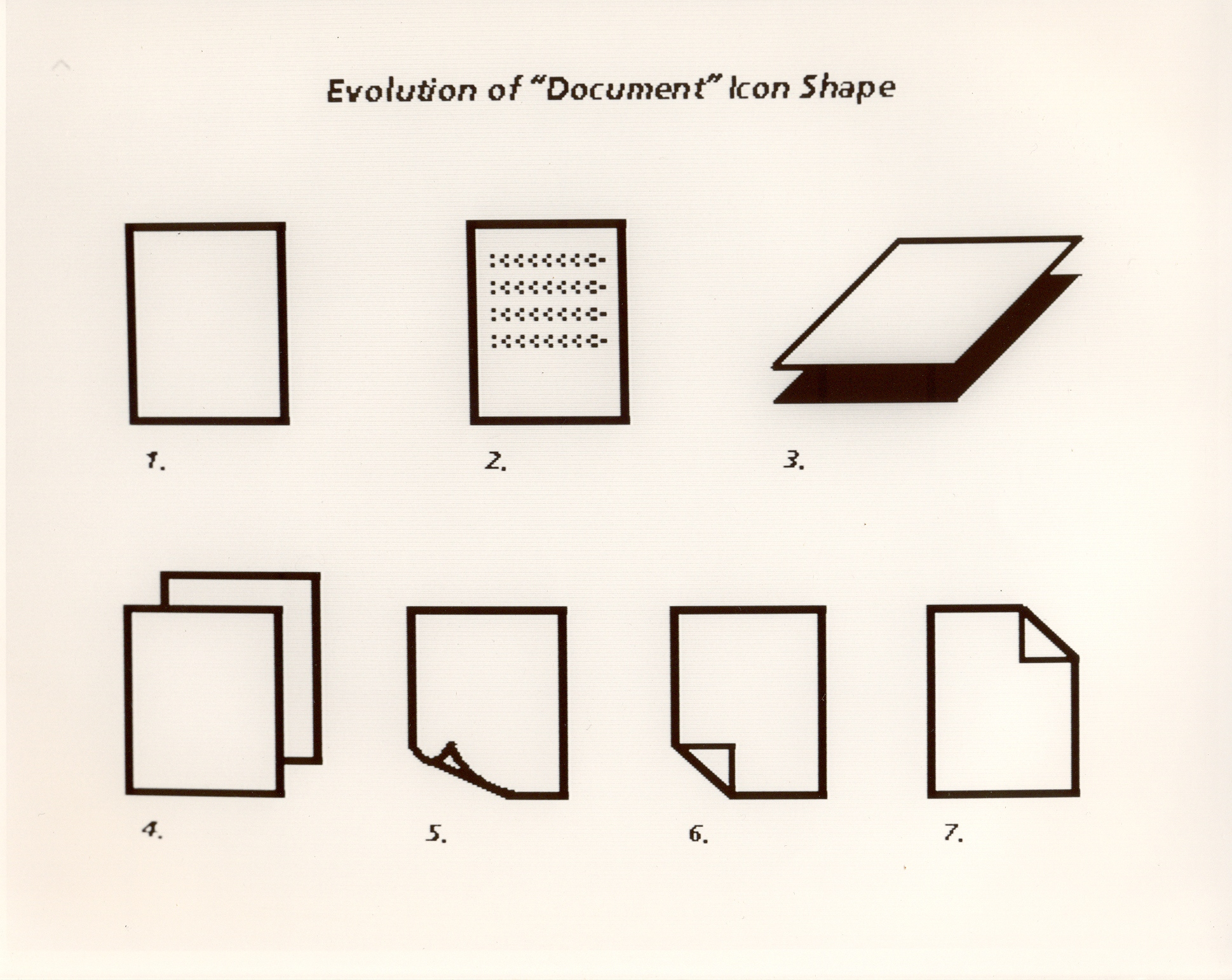
تطور شكل أيقونة الوثيقة المستخدمة

كانت الفلسفة الأساسية لواجهة المستخدم هي محاكاة نموذج المكتب قدر الإمكان لجعله بديهيًا للمستخدمين. يعتبر مفهوم (ما تراه هو ما تحصل عليه) أمرًا بالغ الأهمية. سيتم عرض النص باللون الأسود على خلفية بيضاء، تمامًا مثل الورق، وستقوم الطابعة بتكرار الشاشة باستخدام إنتربرس، وهي لغة وصف صفحة تم تطويرها في بارك.
اخترع الدكتور ديفيد كانفيلد سميث، وهو أحد المصممين الرئيسيين لستار، مفهوم أيقونات الكمبيوتر واستعارة سطح المكتب، حيث يرى المستخدم سطح مكتب يحتوي على مستندات ومجلدات، بأيقونات مختلفة تمثل أنواعًا مختلفة من المستندات. النقر فوق أي رمز سيفتح نافذة. لن يبدأ المستخدمون البرامج أولاً (على سبيل المثال، محرر نصوص أو برنامج رسومات أو برنامج جداول بيانات)، بل سيفتحون الملف ببساطة وسيظهر التطبيق المناسب.
استندت واجهة مستخدم ستار على مفهوم الكائنات. على سبيل المثال، قد يحتوي مستند معالجة الكلمات على كائنات: الصفحة والفقرة والجملة والكلمات والأحرف. ويمكن للمستخدم تحديد الكائنات بالنقر عليها بالفأرة، والضغط على مفاتيح خاصة مخصصة على لوحة المفاتيح لاستدعاء وظائف الكائن القياسية (فتح، حذف، نسخ، نقل) بطريقة موحدة. كان هناك أيضًا مفتاح «إظهار الخصائص» يستخدم لعرض الإعدادات، تسمى أوراق الخصائص، لكائن معين (على سبيل المثال، حجم الخط لكائن الحرف). هذه الاصطلاحات العامة بسّطت بشكل كبير بنية القائمة لجميع البرامج.
تم تصميم تكامل الكائن في النظام من البداية. على سبيل المثال يمكن إدراج كائن مخطط تم إنشاؤه في وحدة الرسوم البيانية في أي نوع من المستندات. أصبح هذا النوع من القدرة متاحا كجزء من نظام التشغيل على أبل ليزا وظهر في ماك أو إس7 باسم النشر والاشتراك. وأصبح متاحا على مايكروسوفت ويندوز مع إدخال ارتباط الكائنات وتضمينها (OLE) في عام 1990. تم استخدام هذا النهج أيضًا لاحقًا على منصة برمجيات أوبن دوك في منتصف وأواخر التسعينيات، وفي حزمة أبل وركس (كلاريس ورك في الأصل) المتوفرة لنظامي أبل ماك (1991) وميكروسوفت ويندوز (1993).

### المعدات
في البداية، كان من المفترض أن يتم تشغيل برنامج ستار على سلسلة جديدة من معالجات الذاكرة الافتراضية، الموصوفة في تقرير تقني لـ بارك بعنوان " Wildflower: An Architecture for a Personal Computer "، بواسطة بتلر لامبسون. كانت أسماء الآلات تبدأ دائمًا بالحرف دي (D). كانت جميعها معالجات دقيقة البرمجة؛ بالنسبة لبرنامج ستار، نفذ الكود المصغر مجموعة تعليمات مصممة لـ ميسا.
كانت أول هذه الآلات هي دولفين، الذي تم بناؤه باستخدام تقنية منطق الترانزستور والترانزستور (TTL)، بما في ذلك 74S181 ALUs. في النهاية، طغى تعقيد البرنامج على تكوينه المحدود. إذ أنه في إحدى المرات أثناء تطوير ستار، استغرق الأمر أكثر من نصف ساعة لإعادة تشغيل النظام.
عُرفت أجهزة محطة عمل ستار التالية باسم داندليون Dandelion (غالبًا ما يتم اختصارها إلى "Dlion"). كان يعتمد على تقنية المعالجات الدقيقة AMD Am2900 bitslice. نسخة محسّنة من دانديليون، مع المزيد من المساحة للكود المصغر، أطلق عليها اسم "Dandetiger".
كان نظام داندليون الأساسي يحتوي على  ذاكرة 384 كيلوبايت (قابلة للتوسيع حتى 1.5 ميغابايت)، قرص صلب قياس 8 بوصة بسعة 10 أو  29 أو 40  ميغابايت وقرص مرن قياس8 بوصة، وفأرة ووصلة إيثرنت. كان أداء هذه الآلة، التي بيعت مقابل 20 ألف دولار، حوالي 850 في معيار Dhrystone (وهو برنامج معياري لقياس الأداء تم تطويره في عام 1984). شاشة أنبوب الأشعة المهبطية (CRT) قياس 17 بوصة (43 سـم) (أبيض وأسود، 1024 × 809 بكسل مع تردد 38.7 هرتز ) والتي كانت كبيرة وفقًا لمعايير ذلك الوقت. فهي من المفترض أن تكون قادرة على عرض صفحتين 8.5 × 11 جنبًا إلى جنب بالحجم الحقيقي. ومن بين ميزات الشاشة المثيرة للاهتمام إمكانية برمجة منطقة المسح الزائد (الحدود) بنمط 16 × 16. تم استخدام هذا لتوسيع نمط نافذة الجذر إلى جميع حواف الشاشة، وهي ميزة غير متوفرة حتى اليوم في معظم بطاقات الفيديو.
استخدم التصميم التالي، دورادو، معالجًا منطقيًا مزدوجًا باعثًا (ECL). كانت أسرع بأربع مرات من دانديليون في المعايير القياسية، وبالتالي فهي قادرة على المنافسة مع أسرع الحواسيب الصغيرة حاليا. تم استخدامه للبحث ولكنه كان وحدة معالجة مركزية مثبتة على حامل لم يكن المقصود منها أن تكون منتجًا مكتبيًا. كان موجه الشبكة المسمى ديسونترا Dicentra يعتمد أيضًا على هذا التصميم.

## في مجال التسويق
لم يكن المقصود من زيروكس ستار في الأصل أن يكون جهاز كمبيوتر قائمًا بذاته، بل أن يكون جزءًا من «نظام المكتب الشخصي» المتكامل من زيروكس والذي يتصل أيضًا بمحطات العمل وخدمات الشبكة الأخرى عبر إيثرنت. على الرغم من بيع وحدة واحدة مقابل 16000 دولار، إلا أن المكتب النموذجي سيحتاج إلى شراء ما لا يقل عن 2 أو 3 أجهزة إلى جانب خادم ملفات وخادم أسماء/خادم طباعة. لم يكن إنفاق 50000 دولار إلى 100000 دولار على التثبيت الكامل أمرًا سهلاً، عندما كان الراتب السنوي للسكرتيرة حوالي 12000 دولار وتكلفة كومودور فيك -20 حوالي 300 دولار.
ستسمح التجسيدات اللاحقة لـ ستار للمستخدمين بشراء وحدة واحدة بطابعة ليزر، ولكن مع ذلك، تم بيع حوالي 25000 وحدة فقط، مما دفع الكثيرين إلى اعتبار زيروكس ستار فشلًا تجاريًا.
تم تصميم محطة العمل في الأصل لتشغيل برنامج ستار لأداء المهام المكتبية، ولكن تم بيعها أيضًا ببرامج مختلفة للأسواق الأخرى. تضمنت هذه التكوينات الأخرى محطة عمل لـ انتير ليسب أو سمال توك، وخادم.
قال البعض إن ستار كان سابقًا لعصره، وأن قلة من الناس خارج دائرة صغيرة من المطورين فهموا حقًا إمكانات النظام،  عندما تفكر في أن شركة إي بي إم أطلقت حاسوبها الشخصي القائم على 8088 والذي يشغّل نظام آي بي إم دوس البدائي نسبيًا. في نفس العام الذي تم فيه إصدار ستار. ومع ذلك، فإن المقارنة مع كمبيوتر إي بي إم الشخصي قد لا تكون ذات صلة: فقبل طرحه بفترة طويلة، كان المشترون في صناعة معالجة النصوص على دراية ببرنامج IBM Displaywriter القائم على 8086، نظام عرض الصفحة الكاملة باللون الأسود على الأبيض لزيروكس 860 وطابعة الليزر زيروكس 9700 بسرعة 120 صفحة في الدقيقة. علاوة على ذلك، تمت مناقشة مبادئ تصميم سمال توك والعمل غير النموذجي على نطاق واسع في عدد أغسطس 1981 من مجلة بايت، بحيث لا يمكن فقدان موقع زيروكس بارك وإمكانات ستار في السوق المستهدفة (أنظمة سطح المكتب)، التي لم تكن تتوقع أبدًا أن تضع شركة إي بي إم جهاز كمبيوتر في السوق لتهديد أنظمة WP المخصصة الأكثر ربحية. لسوء الحظ، فإن السوق المتخصصة المؤثرة للفاعلين الرائدين في مجال النشر الإلكتروني مثل لونجمان كانت تعمل بالفعل على مواءمة عمليات الإنتاج الخاصة بهم نحو لغات الترميز العامة مثل SGML (رائد HTML و XML) حيث يمكن للمؤلفين الذين يستخدمون أنظمة غير مكلفة غير متصلة بالإنترنت وصف بنية المستند، مما يجعل مخطوطاتهم جاهزة للانتقال إلى أنظمة الكمبيوتر القائمة على الأفلام التي توفر دقة أعلى بكثير من تقنيات الطباعة بالليزر التي كانت تبلغ 360 نقطة في البوصة.
سبب آخر محتمل لعدم نجاح ستار هو هيكلة شركة زيروكس. زيروكس هي شركة ناسخات عريقة، لعبت دورا في قوتها. لقد واجهوا بالفعل فشلًا كبيرًا من خلال فرض رسوم على اكتسابهم لأنظمة البيانات العلمية. يقال إن هناك غيرة داخلية بين أقسام أنظمة آلات التصوير القديمة التي كانت مسؤولة عن الجزء الأكبر من إيرادات زيروكس والقسم الجديد. كان البعض ينظر إلى جهودهم التسويقية على أنها فاترة أو غير مركزة. علاوة على ذلك، فإن ممثلي المبيعات الأكثر ذكاءً من الناحية الفنية الذين كان بإمكانهم بيع معدات مكتبية، حصلوا على عمولات كبيرة على استئجار طابعات ليزر بتكلفة تصل إلى نصف مليون دولار. لا يمكن لأي هيكل عمولة للأنظمة اللامركزية أن ينافسها. كان سوق التوثيق الفني متعدد اللغات أيضًا فرصة كبيرة، ولكن هذا كان بحاجة إلى تعاون عبر الحدود لكن كانت قلة من منظمات المبيعات جاهزة له في ذلك الوقت.
حتى داخل شركة زيروكس، في منتصف الثمانينيات، كان هناك القليل من الفهم للنظام. قلة من المديرين التنفيذيين في الشركات رأوا أو استخدموا النظام، وفرق المبيعات، إذا طلبوا جهاز كمبيوتر للمساعدة في التخطيط، فإنهم سيتلقون بدلاً من ذلك أنظمة زيروكس 820 أو 820-II الأقدم القائمة على CP / M. لم يكن هناك جهد لبذر أنظمة ستار 8010/8012 داخل شركة زيروكس.
ولعل الأهم من ذلك هو أن المخططين الاستراتيجيين في كجموعة زيروكس سيستم (XSG) شعروا أنهم لا يستطيعون التنافس مع صانعي محطات العمل الآخرين مثل أبولو كومبيوتر أو سيمبوليكس. كان اسم زيروكس وحده يعتبر أعظم أصولها، لكنه لم ينتج عملاء.
أخيرًا، وفقًا لمعايير اليوم، سيعتبر النظام بطيئًا جدًا، ويرجع ذلك في جزء منه إلى محدودية الأجهزة في ذلك الوقت، وفي جزء آخر إلى سوء تطبيق نظام الملفات؛ قد يستغرق حفظ ملف كبير دقائق. يمكن أن تتبع الأعطال عملية تستغرق ساعات طويلة تسمى مسح الملفات، والتي يُشار إليها بظهور الرمز التشخيصي 7511 في الزاوية اليسرى العليا من الشاشة.
لم يكن المقصود من زيروكس ستار في الأصل أن يكون جهاز كمبيوتر قائمًا بذاته، بل أن يكون جزءًا من «نظام المكتب الشخصي» المتكامل من زيروكس والذي يتصل أيضًا بمحطات العمل وخدمات الشبكة الأخرى عبر إيثرنت. على الرغم من بيع وحدة واحدة مقابل 16000 دولار، إلا أن المكتب النموذجي سيحتاج إلى شراء ما لا يقل عن 2 أو 3 أجهزة إلى جانب خادم ملفات وخادم أسماء/خادم طباعة. لم يكن إنفاق 50000 دولار إلى 100000 دولار على التثبيت الكامل أمرًا سهلاً، عندما كان الراتب السنوي للسكرتيرة حوالي 12000 دولار وتكلفة كومودور فيك -20 حوالي 300 دولار.
ستسمح التجسيدات اللاحقة لـ ستار للمستخدمين بشراء وحدة واحدة بطابعة ليزر، ولكن مع ذلك، تم بيع حوالي 25000 وحدة فقط، مما دفع الكثيرين إلى اعتبار زيروكس ستار فشلًا تجاريًا.
تم تصميم محطة العمل في الأصل لتشغيل برنامج ستار لأداء المهام المكتبية، ولكن تم بيعها أيضًا ببرامج مختلفة للأسواق الأخرى. تضمنت هذه التكوينات الأخرى محطة عمل لـ انتير ليسب أو سمال توك، وخادم.
قال البعض إن ستار كان سابقًا لعصره، وأن قلة من خارج دائرة صغيرة من المطورين فهموا حقًا إمكانات النظام،  الأخذ في الاعتبار أن شركة إي بي إم قدمت حاسوبها الشخصي القائم على 8088 والذي يشغّل نظام آي بي إم دوس البدائي نسبيًا. في العام الذي تم فيه طرح ستار في السوق. ومع ذلك، فإن المقارنة مع كمبيوتر إي بي إم الشخصي قد لا تكون ذات صلة: فقبل طرحه بفترة طويلة، كان المشترون في صناعة معالجة النصوص على دراية ببرنامج IBM Displaywriter القائم على 8086، عرض الصفحة الكاملة باللون الأسود والأبيض لزيروكس 860 وطابعة الليزر زيروكس 9700 بسرعة 120 صفحة في الدقيقة. علاوة على ذلك، تمت مناقشة مبادئ تصميم سمال توك والعمل غير النموذجي على نطاق واسع في عدد أغسطس 1981 من مجلة بايت، لذلك بالكاد يمكن أن تضيع مكانة زيروكس بارك وإمكانات ستار على هدفها سوق (أنظمة المكاتب)، الذي لم يكن يتوقع أبدًا أن تضع شركة IBM جهاز كمبيوتر في السوق الشامل لتهديد أنظمة WP المخصصة الأكثر ربحية. لسوء الحظ، فإن السوق المتخصصة المؤثرة للفاعلين الرائدين في مجال النشر الإلكتروني مثل لونجمان كانت تعمل بالفعل على مواءمة عمليات الإنتاج الخاصة بهم نحو لغات الترميز العامة مثل SGML (رائد HTML و XML) حيث يمكن للمؤلفين الذين يستخدمون أنظمة غير مكلفة غير متصلة بالإنترنت وصف بنية المستند، مما يجعل مخطوطاتهم جاهزة للانتقال إلى أنظمة الكمبيوتر إلى الأفلام التي توفر دقة أعلى بكثير من تقنيات الطباعة بالليزر التي كانت تبلغ 360 نقطة في البوصة.
سبب آخر محتمل لعدم نجاح ستار هو هيكل شركة زيروكس، وهي شركة ناسخة قديمة ، لعبت دورها في قوتها. لقد واجهوا بالفعل فشلًا كبيرًا في جعل استحواذهم على أنظمة البيانات العلمية يؤتي ثماره. يقال إن هناك غيرة داخلية بين أقسام أنظمة آلات التصوير القديمة التي كانت مسؤولة عن الجزء الأكبر من إيرادات زيروكس والقسم الجديد. كان البعض ينظر إلى جهودهم التسويقية على أنها فاترة أو غير مركزة. علاوة على ذلك ، فإن ممثلي المبيعات الأكثر ذكاءً من الناحية الفنية الذين ربما قاموا ببيع معدات التشغيل الآلي للمكاتب حصلوا على عمولات كبيرة على عقود إيجار معدات طابعة الليزر التي تصل تكلفتها إلى نصف مليون دولار. لا يمكن لأي هيكل عمولة للأنظمة اللامركزية التنافس. كان سوق التوثيق الفني متعدد اللغات أيضًا فرصة كبيرة ، ولكن هذا كان بحاجة إلى تعاون عبر الحدود كان عددًا قليلاً من منظمات المبيعات جاهزة له في ذلك الوقت.
حتى داخل شركة Xerox Corporation ، في منتصف الثمانينيات ، كان هناك القليل من الفهم للنظام. قلة من المديرين التنفيذيين في الشركات رأوا أو استخدموا النظام ، وفرق المبيعات ، إذا طلبوا جهاز كمبيوتر للمساعدة في التخطيط ، فإنهم سيتلقون بدلاً من ذلك أنظمة Xerox 820 أو 820-II الأقدم القائمة على CP / M. لم يكن هناك جهد لبذر أنظمة 8010/8012 Star داخل شركة Xerox Corporation.
ولعل الأهم من ذلك هو أن المخططين الاستراتيجيين في Xerox Systems Group (XSG) شعروا أنهم لا يستطيعون التنافس مع صانعي محطات العمل الآخرين مثل Apollo Computer أو Symbolics . كان اسم Xerox وحده يعتبر أعظم أصولها ، لكنه لم ينتج عملاء.
أخيرًا ، وفقًا لمعايير اليوم ، سيعتبر النظام بطيئًا جدًا ، ويرجع ذلك جزئيًا إلى محدودية الأجهزة في ذلك الوقت ، وجزئيًا إلى سوء تطبيق نظام الملفات ؛ قد يستغرق حفظ ملف كبير دقائق. يمكن أن تتبع الأعطال عملية تستغرق ساعات طويلة تسمى مسح الملفات ، والتي يُشار إليها بظهور الرمز التشخيصي 7511 في الزاوية اليسرى العليا من الشاشة.
في النهاية ، ربما يرجع ضعف الاستقبال التجاري لشركة Star إلى السعر والأداء في العروض التوضيحية وضعف قنوات البيع. حتى ذلك الحين ، كانت Lisa من Apple Computer ، المستوحاة من Star وتم تقديمها بعد عامين ، فشلاً في السوق ، للعديد من نفس الأسباب مثل Star. لتقدير شركة Xerox ، فقد جربوا أشياء كثيرة لمحاولة تحسين المبيعات. كان الإصدار التالي من Star على منصة أجهزة مختلفة وأكثر كفاءة ، Daybreak ، باستخدام معالج جديد وأسرع ، وكان مصحوبًا بإعادة كتابة كبيرة لبرنامج Star ، الذي أعيدت تسميته ViewPoint ، لتحسين الأداء. تم إصدار النظام الجديد ، الذي أطلق عليه اسم Xerox 6085 PCS ، في عام 1985. الأجهزة الجديدة المقدمة 1 ميغابايت إلى 4 ميغا بايت من الذاكرة ، 10 ميغابايت إلى 80 قرص صلب ميغابايت ، شاشة مقاس 15 أو 19 بوصة ، محرك أقراص مرنة 5.25 بوصة ، ماوس ، اتصال إيثرنت وسعر يزيد قليلاً عن 6000 دولار.
يمكن بيع Xerox 6085 جنبًا إلى جنب مع طابعة ليزر متصلة كنظام مستقل. كما تم عرض وضع توافق الكمبيوتر الشخصي عبر لوحة توسيع قائمة على 80186. يمكن للمستخدمين نقل الملفات بين نظام ViewPoint والبرامج المعتمدة على الكمبيوتر ، وإن كان ذلك مع بعض الصعوبة لأن تنسيقات الملفات كانت غير متوافقة مع أي تنسيقات موجودة على جهاز الكمبيوتر. ولكن حتى مع سعر أقل بكثير ، كانت لا تزال رولز رويس في عالم أجهزة الكمبيوتر الشخصية الأقل تكلفة 2000 دولار.
في عام 1989، قدم Viewpoint 2.0 العديد من التطبيقات الجديدة المتعلقة بالنشر المكتبي. في النهاية ، تخلت Xerox عن محطة عمل الأجهزة / البرامج المتكاملة التي تقدمها Viewpoint وقدمت منتجًا برمجيًا فقط يسمى GlobalView ، مما يوفر واجهة Star والتكنولوجيا على نظام أساسي متوافق مع أجهزة كمبيوتر IBM. تطلب الإصدار الأولي تثبيت لوحة Mesa CPU الإضافية. تم تشغيل الإصدار الأخير من GlobalView 2.1 كمحاكي على Sun Solaris أو Microsoft Windows 3.1 أو Windows 95 أو Windows 98 أو IBM OS / 2 وتم إصداره في عام 1996.
في النهاية ، قامت Xerox PARC ، التي افتخرت ببناء الأجهزة قبل وقتها بعشر سنوات وتجهيز كل باحث بالأجهزة حتى يتمكنوا من البدء في البرنامج ، بتمكين Xerox من طرح المنتج في السوق مبكرًا بخمس سنوات ، وكل ذلك الثمانينيات وأوائل التسعينيات. كانت منصة الأجهزة المخصصة دائمًا باهظة الثمن بالنسبة للمهمة التي تم تصميم Star / Viewpoint من أجلها. بعد أن قامت Apple بنسخ Xerox Star في أوائل الثمانينيات مع ليزا ، كافحت وحصلت على نفس النتائج السيئة. نجح جهد Apple الثاني المخفض التكلفة ، Macintosh ، بالكاد (بالتخلي عن الذاكرة الافتراضية ، وتطبيقها في البرامج ، واستخدام معالجات السلع الدقيقة) - ولم يكن المنتج الأكثر ربحية في أواخر الثمانينيات. كافحت Apple أيضًا لتحقيق أرباح من برامج نظام المكاتب في نفس الفترة الزمنية. L Peter Deutsch ، أحد رواد لغة Postscript ، وجد أخيرًا طريقة لتحقيق كفاءة تشبه Xerox-Star باستخدام التجميع في الوقت المناسب في أوائل التسعينيات لعمليات الصور النقطية ، مما يجعل الجزء الأخير من أجهزة Xerox-Star المخصصة ، BitBLT ، عفا عليه الزمن بحلول عام 1990.

## ميراث
على الرغم من فشل منتج ستار في السوق ، إلا أنه رفع التوقعات ووضع أساسًا مهمًا لأجهزة الكمبيوتر اللاحقة. فبفضل ستار أصبحت العديد من الابتكارات، مثل تحرير ما تراه هو ما تحصل عليه والإيثرنت وخدمات الشبكة مثل الدليل والطباعة والملفات وتوجيه العمل عبر الإنترنت شائعة في أجهزة الكمبيوتر اليوم.
رأى أعضاء فريق هندسة أبل ليزا ستار عند تقديمه في المؤتمر الوطني للكمبيوتر (NCC '81) وعادوا إلى كوبيرتينو حيث قاموا بتحويل مدير سطح المكتب الخاص بهم إلى واجهة قائمة على الأيقونة على غرار ستار. من بين مطوري محرر غيبسي WYSIWYG من زيروكس، غادر لاري تيسلر زيروكس لينضم إلى أبل في عام 1980 حيث طور أيضًا إطار عمل MacApp .
ترك تشارلز سيموني شركة زيروكس للانضمام إلى مايكروسوفت في عام 1981 حيث طور أول إصدار WYSIWYG من مايكروسوفت وورد (3.0). في عام 1983، أوصى سيموني سكوت إيه ماكجريجور، الذي عينه بيل جيتس لقيادة تطوير ويندوز 1.0، جزئيًا بتجربة McGregor في أنظمة النوافذ في بارك. في وقت لاحق من ذلك العام، غادر العديد من الموظفين بارك للانضمام إلى مايكروسوفت.
كانت ستار وفيو بوانت وغلوبال فيو أول بيئات حوسبة تجارية تقدم الدعم لمعظم اللغات الطبيعية، بما في ذلك معالجة النصوص كاملة الميزات ، مما أدى إلى اعتمادها من قبل صوت أمريكا، ووكالات الشؤون الخارجية الأمريكية الأخرى ، والعديد من الشركات متعددة الجنسيات.
تشمل قائمة المنتجات المستوحاة أو المتأثرة بواجهة مستخدم ستار ، وبدرجة أقل ألطو ، أبل ليزا ماكنتوش، مدير بيئة الرسومات (GEM) من ديجيتال روسيرش (شركة CP / M)، في ي كوربس فيزي أون ومايكروسوفت ويندوز وأتاري إس تي و BTRON من TRON Project وأميغا كومودور و Elixir Desktop و Metaphor Computer Systems و Interleaf وأو إس/2 و OPEN LOOK (تم تطويره بالاشتراك مع زيروكس) و SunView وكدي و Ventura Publisher ونيكست ستيب. يعتمد نظام أدوبي بوست سكريبت على إنتربرس. تم تحسين إيثرنت بشكل أكبر بواسطة ثري كوم، وأصبح بروتوكول شبكات قياسي بحكم الواقع.
يشعر بعض الأشخاص ، مثل دومينيك كونور، أن أبل ومايكروسوفت وآخرين قاموا بسرقة واجهة المستخدم الرسومية وابتكارات أخرى من زيروكس ستار ، ويعتقدون أن زيروكس لم تحمي ملكيتها الفكرية بشكل صحيح. ربما تكون الحقيقة أكثر تعقيدًا. تم تقديم العديد من عمليات الكشف عن براءات الاختراع للابتكارات في ستار. ومع ذلك، في ذلك الوقت، وضع مرسوم موافقة زيروكس لعام 1975، وهو إجراء لمكافحة الاحتكار للجنة التجارة الفيدرالية (FTC)، قيودًا على ما تمكنت الشركة من تسجيل براءة اختراعه. أيضًا، عندما كان يتم إعداد إفصاحات ستار، كان محامو براءات الاختراع في زيروكس مشغولين بالعديد من التقنيات الجديدة الأخرى مثل الطباعة بالليزر. أخيرًا، كانت براءات الاختراع على البرامج، لا سيما تلك المتعلقة بواجهات المستخدم، مجالًا قانونيًا لم يتم اختباره.
ذهبت زيروكس إلى تجربة حماية واجهة مستخدم ستار. في عام 1989 بعد أن رفعت شركة أبل دعوى قضائية ضد مايكروسوفت بسبب انتهاك حقوق النشر لواجهة مستخدم ماكنتوش الخاصة بها في ويندوز، فرفعت زيروكس دعوى قضائية مماثلة ضد أبل. ومع ذلك، تم رفض هذه الدعوى لأسباب إجرائية، وليست موضوعية، لأن قانون التقادم لمدة ثلاث سنوات قد مر. في عام 1994، خسرت شركة أبل دعواها ضد مايكروسوفت، ليس فقط القضايا المتنازع عليها في الأصل، ولكن جميع المطالبات بواجهة المستخدم.
في 15 يناير 2019، تم إصدار محاكي زيرومس ستار قيد التنفيذ تم إنشاؤه بواسطة LCM + L المعروف باسم دارك ستار لنظامي التشغيل ويندوز ولينكس.